# 南三陸町立戸倉中学校
南三陸町立戸倉中学校（みなみさんりくちょうりつ とぐらちゅうがっこう）は、宮城県本吉郡南三陸町南部の戸倉地区にあった公立中学校。
2011年の東日本大震災の際は、生徒・教員たちは津波が来襲する間際までグラウンドに避難していたため、地元住民も含め複数名が津波に飲まれ、1年生の男子生徒と教諭の2名が犠牲となった。被災後は志津川中学校で授業が行われていたが、2011年度の卒業式は生徒たちの要望により被災した元の校舎で挙行された。その後、本校の生徒数が減少することが予想されたため、2014年4月より志津川中学校に併合された。

## 沿革
- 1947年 - 戸倉村立戸倉中学校が開校
- 1955年4月 - 志津川町立戸倉中学校へ改称
- 2005年10月1日 - 志津川町、歌津町の合併に伴い、南三陸町立戸倉中学校へ改称
- 2011年3月11日 - 東日本大震災により、1年生の男子生徒、教諭の2名が犠牲となる
- 2011年5月10日 - 登米市の廃校となった学校で、2011年度を始業[2]
- 2011年5月11日 - 入学式を挙行[2]
- 2014年3月31日 - 閉校

## 通学区域
- 南三陸町立戸倉小学校の通学区域

## アクセス
- 気仙沼線BRT陸前戸倉駅下車